# Medizinischer Technologe

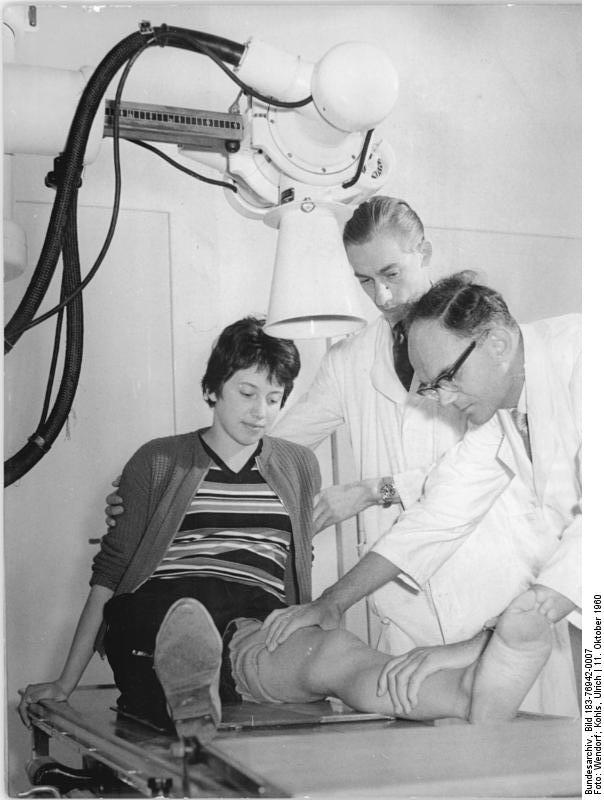
Ein medizinisch-technischer Assistent (Mitte) beim Aufnehmen eines Röntgen-Bildes. (Bild von 1960)

Medizinischer Technologe/Medizinische Technologin, vor 2023 medizinisch-technischer Assistent (MTA) oder medizinisch-technische Fachkraft, sind die Sammelbezeichnungen für die vier Berufsbilder der Technologie in der Medizin und Tiermedizin im deutschen Gesundheitswesen. Sie umfassen im Einzelnen die Ausbildungsberufe:
- Medizinischer Technologe/Medizinische Technologin – Funktionsdiagnostik
- Medizinischer Technologe/Medizinische Technologin – Laboratoriumsanalytik (früher Laboratoriumsassistent) (MTL)
- Medizinischer Technologe/Medizinische Technologin – Radiologie (MTR)
- Medizinischer Technologe/Medizinische Technologin – Veterinärmedizin

Der frühere Namensbestandteil „-assistent“ kann zur Verwechslung mit dem Beruf des medizinischen Fachangestellten (Arzthelfer) führen, der sich in Ausbildung und Tätigkeit aber deutlich unterscheidet.

## Ausbildung und Berufsausübung
Die Ausbildung ist im Gesetz über die Berufe in der medizinischen Technologie (MT-Berufe-Gesetz – MTBG) geregelt. Das Ausbildungsziel der verschiedenen Fachrichtungen wurde 2023 modernisiert um die praktische Ausbildung zu erweitern. Sie dauert in Deutschland drei Jahre und schließt mit einer staatlichen Prüfung ab. Sie besteht aus theoretischem und praktischem Unterricht an Berufsfachschulen (Schulen) sowie aus einer praktischen Ausbildung in Krankenhäusern und anderen Einrichtungen des Gesundheitswesens. Während die Ausbildung früher meist rein schulisch ablief, wird seit 2019 an vielen Schulen ein Ausbildungsgehalt ausgezahlt. Dies gilt allerdings nur für staatliche Schulen, nicht jedoch für die Ausbildung an privaten Schulen. Die Bezeichnungen der Schulen sind unterschiedlich, z. B. medizinische Berufsfachschule, medizinisches Bildungszentrum, Bildungszentrum für medizinische Heilhilfsberufe oder Lehranstalt für medizinisch-technische Assistenten und Assistentinnen. Regional bestehen unterschiedliche Zulassungsbeschränkungen beziehungsweise Voraussetzungen, die erfüllt werden müssen, die Ausbildung an sich ist jedoch bundeseinheitlich geregelt. Im Allgemeinen ist mindestens ein mittlerer Bildungsabschluss erforderlich. In anderen Ländern ist der Beruf jedoch weitgehend ein Studiengang.
Die Berufsausübung erfolgt in Kliniken, bei nicht niedergelassenen Ärzten (können die Anforderungen nicht erfüllen, hier werden MFA ausgebildet, was oft verwechselt wird), in Labors, Prüfstationen, Forschungseinrichtungen und in verschiedenen Industriezweigen. Den Beruf üben zwar immer noch weit mehr Frauen als Männer aus, jedoch steigt der Anteil der Männer in Beruf und Ausbildung. Für Auszubildende in kommunalen Krankenhäusern oder einer Uniklinik gilt seit 2019 der Tarifvertrag für Auszubildende des öffentlichen Dienstes (TVAöD) beziehungsweise der Tarifvertrag für Auszubildende der Länder (TVAL). In der Ausbildung hängt das Gehalt von der ausbildenden Einrichtung ab und liegt in der Regel zwischen 1.065 Euro im ersten Lehrjahr und 1.222 Euro im dritten Lehrjahr. Bei fertig ausgebildeten Medizinischen Technologinnen und Technologen sind Einstiegsgehälter zwischen 2.700 bis 3.200 Euro üblich.

### Berufsbilder

#### Funktionsdiagnostik
Medizinische Technologinnen für Funktionsdiagnostik und Medizinische Technologen für Funktionsdiagnostik untersuchen Patienten mit Hilfe medizinischer Geräte. Die Diagnostik umfasst vier Hauptgebiete: Neurologie (Nerven), Kardiologie (Herz-Kreislauf-System), Audiometrie (Hören und Gleichgewicht) sowie Pulmologie (Lunge).

#### Laboratoriumsanalytik
Medizinische Technologinnen für Laboratoriumsanalytik und Medizinische Technologen für Laboratoriumsanalytik führen Laboruntersuchungen in der klinischen Chemie, der Hämatologie, der Immunologie, der Mikrobiologie, der Humangenetik sowie in der Histologie und Zytodiagnostik durch. Alle Untersuchungsergebnisse müssen aufgrund rechtlicher Vorgaben beispielsweise durch Behandlungsverträge dokumentiert werden.

#### Radiologie
Medizinische Technologinnen für Radiologie (MTR) und Medizinische Technologen für Radiologie sind in den Bereichen Röntgendiagnostik (Computertomographie, Magnetresonanztomographie, Röntgen, DSA) Strahlentherapie, Nuklearmedizin und Dosimetrie tätig. Das Berufsbild ist sehr gefragt, so hatten 2019 fast die Hälfte der Krankenhäuser Probleme MTR-Stellen zu besetzen. MTR-Auszubildende streben dabei vor allem Stellen in der diagnostischen und interventionellen Radiologie an.

#### Veterinärmedizin
Medizinische Technologinnen für Veterinärmedizin und Medizinische Technologen für Veterinärmedizin führen Untersuchungen zur Diagnostik von Tierkrankheiten, Tierseuchen und zur Überprüfung vom Tier stammender Lebensmittel durch. Nur in Ausnahmefällen haben sie direkten Kontakt zu Tieren.

## Ähnliche Berufsbezeichnungen in Österreich
In Österreich gab es die Berufsbezeichnung medizinisch-technischer Assistent bis 1992, der Begriff war allerdings deutlich enger gefasst und bezeichnete nur Beschäftigte im Bereich des medizinisch-technischen Laboratoriumsdiensts.
Diese Bezeichnung ist im Volksmund noch verbreitet, wird aber von Berufsangehörigen aufgrund der negativen Bedeutung des Begriffs Assistent abgelehnt. Die korrekte Berufsbezeichnung lautete bis Juli 2005 Diplomierter medizinisch-technischer Analytiker (Dipl-MTA), seither biomedizinischer Analytiker. Andere Berufsbilder im medizinisch-technischen Dienst tragen eigene Berufsbezeichnungen. Beispielsweise werden Berufstätige im medizinisch-technischen Dienst in der Radiologie als Radiologietechnologen (RT) bezeichnet. Diese Berufsbezeichnung löste den Begriff Radiologisch-technischer Assistent (RTA) ab.
Bis 2005 wurden die Berufe der medizinisch-technischen Dienste in medizinisch-technischen Akademien beziehungsweise Diplomschulen gelehrt, seither in sechssemestrigen Fachhochschulstudiengängen, die mit dem Bachelor of Science abschließen.